# 1re étape du Tour de France 2006
La 1re étape du Tour de France a eu lieu le 2 juillet 2006 à Strasbourg avec 184,5 km de course.

## Profil de l'étape
Cette 1re étape est sans difficulté notable. Trois sprints vont permettre l'attribution des premiers points du maillot vert, le premier à Saverne (km 53), le second à Plobsheim (km 137) et le troisième à Kehl (km 175,5). Le maillot à pois du meilleur grimpeur sera lui aussi attribué ; une côte de 4e catégorie de 1,1 km à 4,1 % (la côte de Heiligenstein) se trouve au kilomètre 101,5. Au départ de Strasbourg, les coureurs effectueront un circuit de 184,5 km, dont une trentaine de kilomètres en territoire allemand avant d'arriver à nouveau à Strasbourg.

## Récit
Dès les premiers kilomètres après Strasbourg, les Français Stéphane Augé (Cofidis), Benoît Vaugrenard (La Française des jeux), Nicolas Portal (Caisse d'Épargne-Illes Balears), Walter Bénéteau et Matthieu Sprick (Bouygues Telecom), l'Allemand Fabian Wegmann (Gerolsteiner) et le Vénézuélien Unai Etxebarria (Euskaltel-Euskadi) sortaient du peloton pour tenter l'aventure. L'échappée a compté jusqu'à près de 5 minutes d'avance avant de laisser leurs poursuivants revenir inexorablement, poussé par les équipes désireuses de placer leurs sprinters en meilleures positions afin de gagner l'étape.
Au fil des kilomètres, le Français Benoît Vaugrenard glane quelques secondes de bonification (1er et 2e lors des 2 premiers sprints intermédiaires) ce qui lui permet d'endosser le maillot blanc de meilleur jeune. L'Allemand Fabian Wegmann quant à lui récupérant les points du seul Grand Prix de la montagne, il sera donc, au soir de cette étape, le premier porteur du maillot à pois de ce Tour 2006. Il récidive sa performance de l'an passé à savoir être le premier à rentrer sur ses terres.
À 15 km de l'arrivée, ne reste que Walter Bénéteau qui n'a pas été repris par le peloton et à 10 km il compte encore 20 secondes d'avances avant d'être repris.
Lors du sprint final, le maillot jaune Thor Hushovd a été blessé par un choc avec un objet publicitaire en carton tenu par un supporter (une main verte du PMU) à 50 mètres de la ligne d'arrivée. Victime d'une hémorragie il parvient à franchir l'arrivée avant de s'effondrer et d'être conduit à l'hôpital de Strasbourg afin de se faire poser des points de suture. D'après le médecin du Tour de France il devrait rester présent pour la suite de la compétition.
La victoire d'étape au sprint revient au Français Jimmy Casper de Cofidis qui l'emporte devant les favoris de cette spécialité, notamment Robbie McEwen (arrivé en seconde position) et Erik Zabel (arrivé en troisième position). George Hincapie de l'équipe cycliste Discovery Channel, troisième d'un sprint intermédiaire peu avant l'arrivée, en profite pour rafler le maillot jaune, grâce à deux secondes de bonification.

## Résultats

### Sprints
| Sprint intermédiaire de Saverne (km 53) | Sprint intermédiaire de Saverne (km 53) | Sprint intermédiaire de Saverne (km 53) | Sprint intermédiaire de Saverne (km 53) | Sprint intermédiaire de Saverne (km 53) |
| --------------------------------------- | --------------------------------------- | --------------------------------------- | --------------------------------------- | --------------------------------------- |
|                                         | Coureur                                 | Pays                                    | Équipe                                  | Point(s)                                |
| 1er                                     | Benoît Vaugrenard                       | FRA                                     |                                         | 6                                       |
| 2e                                      | Walter Bénéteau                         | FRA                                     |                                         | 4                                       |
| 3e                                      | Unai Etxebarria                         | VEN                                     |                                         | 2                                       |
| modifier                                |                                         |                                         |                                         |                                         |

| Sprint intermédiaire de Plobsheim (km 137) | Sprint intermédiaire de Plobsheim (km 137) | Sprint intermédiaire de Plobsheim (km 137) | Sprint intermédiaire de Plobsheim (km 137) | Sprint intermédiaire de Plobsheim (km 137) |
| ------------------------------------------ | ------------------------------------------ | ------------------------------------------ | ------------------------------------------ | ------------------------------------------ |
|                                            | Coureur                                    | Pays                                       | Équipe                                     | Point(s)                                   |
| 1er                                        | Walter Bénéteau                            | FRA                                        |                                            | 6                                          |
| 2e                                         | Benoît Vaugrenard                          | FRA                                        |                                            | 4                                          |
| 3e                                         | Matthieu Sprick                            | FRA                                        |                                            | 2                                          |
| modifier                                   |                                            |                                            |                                            |                                            |

| Sprint intermédiaire de Kehl (km 175.5) | Sprint intermédiaire de Kehl (km 175.5) | Sprint intermédiaire de Kehl (km 175.5) | Sprint intermédiaire de Kehl (km 175.5) | Sprint intermédiaire de Kehl (km 175.5) |
| --------------------------------------- | --------------------------------------- | --------------------------------------- | --------------------------------------- | --------------------------------------- |
|                                         | Coureur                                 | Pays                                    | Équipe                                  | Point(s)                                |
| 1er                                     | Walter Bénéteau                         | FRA                                     |                                         | 6                                       |
| 2e                                      | Sébastien Hinault                       | FRA                                     |                                         | 4                                       |
| 3e                                      | George Hincapie                         | USA                                     |                                         | 2                                       |
| modifier                                |                                         |                                         |                                         |                                         |

### Cols et côtes
| 1. Côte de Heiligenstein, 4e catégorie (km 101.5) | 1. Côte de Heiligenstein, 4e catégorie (km 101.5) | 1. Côte de Heiligenstein, 4e catégorie (km 101.5) | 1. Côte de Heiligenstein, 4e catégorie (km 101.5) | 1. Côte de Heiligenstein, 4e catégorie (km 101.5) |
| ------------------------------------------------- | ------------------------------------------------- | ------------------------------------------------- | ------------------------------------------------- | ------------------------------------------------- |
|                                                   | Coureur                                           | Pays                                              | Équipe                                            | Point(s)                                          |
| 1er                                               | Fabian Wegmann                                    | GER                                               |                                                   | 3                                                 |
| 2e                                                | Matthieu Sprick                                   | FRA                                               |                                                   | 2                                                 |
| 3e                                                | Unai Etxebarria                                   | VEN                                               |                                                   | 1                                                 |
| modifier                                          |                                                   |                                                   |                                                   |                                                   |

### Classement de l'étape
| Classement de la 1re étape | Classement de la 1re étape | Classement de la 1re étape | Classement de la 1re étape     | Classement de la 1re étape |
|                            | Coureur                    | Pays                       | Équipe                         | Temps                      |
| -------------------------- | -------------------------- | -------------------------- | ------------------------------ | -------------------------- |
| 1er                        | Jimmy Casper               | FRA                        | Cofidis                        | en 4 h 10 min 0 s          |
| 2e                         | Robbie McEwen              | AUS                        | Davitamon-Lotto                | m.t                        |
| 3e                         | Erik Zabel                 | GER                        | Team Milram                    | m.t                        |
| 4e                         | Daniele Bennati            | ITA                        | Lampre                         | m.t                        |
| 5e                         | Luca Paolini               | ITA                        | Liquigas                       | m.t                        |
| 6e                         | Isaac Gálvez               | ESP                        | Caisse d'Épargne-Illes Balears | m.t                        |
| 7e                         | Stuart O'Grady             | AUS                        | Team CSC                       | m.t                        |
| 8e                         | Bernhard Eisel             | AUT                        | La Française des jeux          | m.t                        |
| 9e                         | Thor Hushovd               | NOR                        | Crédit agricole                | m.t                        |
| 10e                        | Óscar Freire               | ESP                        | Rabobank                       | m.t                        |
| modifier                   |                            |                            |                                |                            |

- prix de la combativité : Walter Bénéteau  France

## Classements à l'issue de l'étape

### Classement général
| Classement général à la 1re étape | Classement général à la 1re étape | Classement général à la 1re étape | Classement général à la 1re étape | Classement général à la 1re étape |
|                                   | Coureur                           | Pays                              | Équipe                            | Temps                             |
| --------------------------------- | --------------------------------- | --------------------------------- | --------------------------------- | --------------------------------- |
| 1er                               | George Hincapie                   | USA                               | Discovery Channel                 | en 4 h 18 min 15 s                |
| 2e                                | Thor Hushovd                      | NOR                               | Crédit agricole                   | + 2 s                             |
| 3e                                | David Zabriskie                   | USA                               | Team CSC                          | + 6 s                             |
| 4e                                | Sebastian Lang                    | GER                               | Gerolsteiner                      | + 6 s                             |
| 5e                                | Alejandro Valverde                | ESP                               | Caisse d'Épargne-Illes Balears    | + 6 s                             |
| 6e                                | Stuart O'Grady                    | AUS                               | Team CSC                          | + 6 s                             |
| 7e                                | Michael Rogers                    | AUS                               | T-Mobile                          | + 6 s                             |
| 8e                                | Paolo Savoldelli                  | ITA                               | Discovery Channel                 | + 10 s                            |
| 9e                                | Floyd Landis                      | USA                               | Phonak                            | + 11 s                            |
| 10e                               | Benoît Vaugrenard                 | FRA                               | La Française des jeux             | + 11 s                            |
| modifier                          |                                   |                                   |                                   |                                   |

### Classement par points
| Classement par points | Classement par points | Classement par points | Classement par points | Classement par points |
| --------------------- | --------------------- | --------------------- | --------------------- | --------------------- |
|                       | Coureur               | Pays                  | Équipe                | Point(s)              |
| 1er                   | Jimmy Casper          | FRA                   | Cofidis               | 35 points             |
| 2e                    | Thor Hushovd          | NOR                   | Crédit agricole       | 32 pts                |
| 3e                    | Robbie McEwen         | AUS                   | Davitamon-Lotto       | 30 pts                |
| modifier              |                       |                       |                       |                       |

### Classement du meilleur grimpeur
| Classement du meilleur grimpeur | Classement du meilleur grimpeur | Classement du meilleur grimpeur | Classement du meilleur grimpeur | Classement du meilleur grimpeur |
| ------------------------------- | ------------------------------- | ------------------------------- | ------------------------------- | ------------------------------- |
|                                 | Coureur                         | Pays                            | Équipe                          | Point(s)                        |
| 1er                             | Fabian Wegmann                  | GER                             | Gerolsteiner                    | 3 points                        |
| 2e                              | Matthieu Sprick                 | FRA                             | Bouygues Telecom                | 2 pts                           |
| 3e                              | Unai Etxebarria                 | VEN                             | Euskaltel-Euskadi               | 1 pt                            |
| modifier                        |                                 |                                 |                                 |                                 |

### Classement du meilleur jeune
| Classement général du meilleur jeune | Classement général du meilleur jeune | Classement général du meilleur jeune | Classement général du meilleur jeune | Classement général du meilleur jeune |
|                                      | Coureur                              | Pays                                 | Équipe                               | Temps                                |
| ------------------------------------ | ------------------------------------ | ------------------------------------ | ------------------------------------ | ------------------------------------ |
| 1er                                  | Benoît Vaugrenard                    | FRA                                  | La Française des jeux                | en 4 h 18 min 26 s                   |
| 2e                                   | Joost Posthuma                       | NED                                  | Rabobank                             | + 7 s                                |
| 3e                                   | Markus Fothen                        | GER                                  | Équipe cycliste Gerolsteiner         | + 9 s                                |
| modifier                             |                                      |                                      |                                      |                                      |

### Classement par équipes
| Classement par équipes | Classement par équipes | Classement par équipes | Classement par équipes |
|                        | Équipe                 | Pays                   | Temps                  |
| ---------------------- | ---------------------- | ---------------------- | ---------------------- |
| 1re                    | Discovery Channel      | États-Unis             | en 12 h 55 min 16 s    |
| 2e                     | Team CSC               | Danemark               | + 1 s                  |
| 3e                     | T-Mobile               | Allemagne              | + 7 s                  |
| modifier               |                        |                        |                        |